# Dianthus orientalis
Dianthus orientalis là loài thực vật có hoa thuộc họ Cẩm chướng. Loài này được Adams mô tả khoa học đầu tiên năm 1805.